# メッティウス・クルティウス

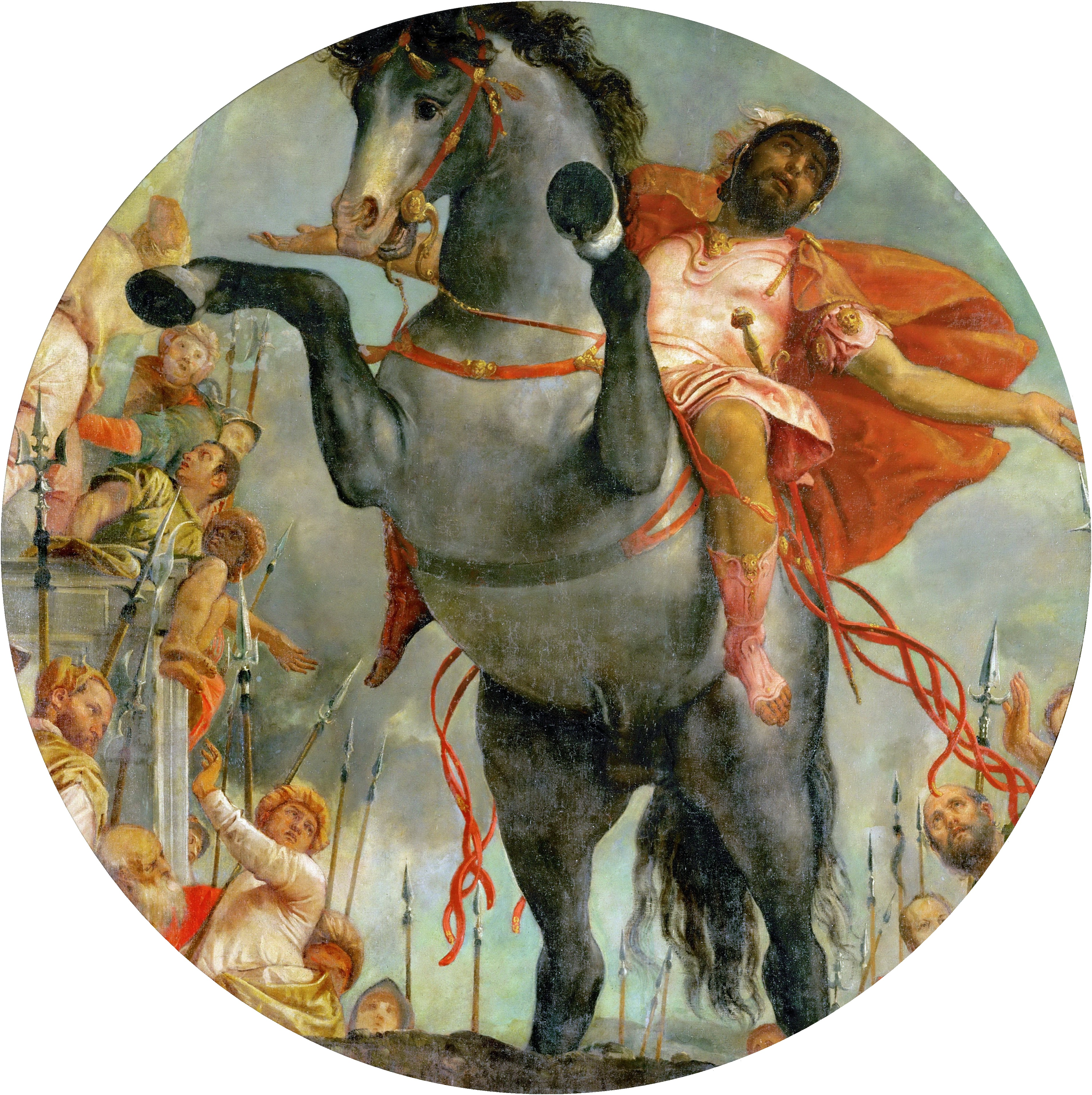
パオロ・ヴェロネーゼ作『クルティウスの犠牲的な死』(16世紀)

メッティウス・クルティウス (Mettius Curtius) は、ローマの建国伝説に登場するサビニ人の隊長。フォルム・ロマヌムにあるラクス・クルティウス（クルティウス沼）の名称のいくつかある由来の一つとなっている。
伝承によれば、ロムルスによるサビニ女性の略奪に対して報復のためサビニ人はティトゥス・タティウスを指導者としてローマに戦争を仕掛けた。サビニ人はタルペーイアの裏切りでカピトリウムを占拠し、この丘に陣を構えた。一方ローマ人はパラティウムを拠点としこの2つの丘の間の後のフォルム・ロマヌムとなる平地で両軍は激突した。サビニ側の有力者であったメッティウス・クルティウスはタティウスに代わって前線の指揮を担当し、騎乗した姿でサビニ側の先頭に立っていた。
この戦争は、ローマ側の前線指揮官ホスティウス・ホスティリウスが戦死するなど前半はサビニ人が優勢に戦いを進め、対して後半はロムルスによるユピテルへの祈願の後ローマ側が優位に立ったと伝えられている。
プルタルコスによると数日前の川の氾濫によってできていた沼に馬に乗ったままのクルティウスがはまり、馬を棄てることでどうにか脱出したという。このエピソードはサビニ側の優位の状況に置かれ、このとき周囲ではクルティウスを守ろうとして激戦となりサビニ側が優勢に戦いを進めたとされる。
ティトゥス・リウィウスではフォルムまで攻め下りたサビニ人に対して、ロムルスによるユピテルへの祈願後ローマ側が反撃する状況でこのエピソードは挿まれている。敗走する途中クルティウスは乗馬のまま沼にはまり、何とか脱出するもその後も戦闘はローマ側が優勢であったという。
いずれにしても、乗馬のままクルティウスがはまった沼がクルティウス泉（ラクス・クルティウス）と呼ばれるようになったという。ラクス・クルティウスの名前の由来はこのほかにもマルクス・クルティウスやガイウス・クルティウスに由来するとの伝承もあり、メッティウス・クルティウスはこうした沼の名前を説明のための人物の一人であった。